# Nusret Taşdeler
Hüseyin Nusret Taşdeler (* 3. Oktober 1951 in Samsun) ist ein türkischer ehemaliger General des Heeres (Türk Kara Kuvvetleri), der unter anderem zwischen 2009 und 2010 Kommandeur der Akademien der Streitkräfte (TSK Harp Akademileri Komutanlığı) sowie von 2010 bis 2011 Kommandeur der Ägäis-Armee (Ege Ordusu) war.

## Leben

### Ausbildung zum Offizier
Taşdeler begann nach dem Besuch der renommierten Kuleli-Kadettenanstalt (Kuleli Askerî Lisesi) 1968 eine Offiziersausbildung an der Heeresschule (Kara Harp Okulu), die er 1970 abschloss. Im Anschluss war er Absolvent der Artillerie- und Raketenschule (Topçu ve Füze Okulu) und fand daraufhin zwischen 1971 und 1978 Verwendung als Batteriechef und Dozent an der Artillerie- und Raketenschule sowie zuletzt als Batteriechef bei der Besatzungstruppe in Zypern KTBK (Kıbrıs Türk Barış Kuvvetleri). Im Anschluss war er von 1978 bis 1980 Absolvent der Heeresakademie (Kara Harp Akademisi) und wurde daraufhin zwischen 1980 und 1985 nacheinander als Kompaniechef im 29. Infanterieregiment, Operations- und Ausbildungsoffizier der 10. Infanteriebrigade sowie als Projektoffizier in der Abteilung für Grundsatzplanung im Hauptquartier des Heeres eingesetzt.
1986 absolvierte Taşdeler einen Lehrgang am Command and General Staff College (CGSC) der US Army in Fort Leavenworth und war nach seiner Rückkehr zwischen 1986 und 1989 Dozent an der Heeresakademie, wobei er während dieser Zeit 1988 auch Absolvent der Streitkräfteakademie (Silahlı Kuvvetler Akademisi) war. Im Anschluss fand er von 1989 bis 1992 Verwendung als Projektoffizier in der Planungs- und Grundsatzabteilung im Obersten Hauptquartier der Alliierten Streitkräfte der NATO in Europa SHAPE (Supreme Headquarters Allied Powers Europe) in Mons und nach seiner Rückkehr in die Türkei zwischen 1992 und 1994 als Leiter des Protokollreferats im Generalstab der Türkei, ehe er von 1994 bis 1996 Kommandeur des Regiments der Präsidialgarde (Cumhurbaşkanlığı Muhafız Alay) war.
Nach seiner Beförderung zum Brigadegeneral (Tuğgeneral) am 30. August 1996 wurde Taşdeler Kommandeur der 12. Mechanisierten Infanteriebrigade. Danach fungierte er zwischen 1998 und 1999 als Leiter der Nachrichtendienstabteilung und anschließend von 1999 bis 2000 als Leiter der Planungs- und Grundsatzabteilung im Hauptquartier der Alliierten Streitkräfte der NATO in Südeuropa AFSOUTH (Allied Forces Southern Europe) in Neapel. Am 30. August 2000 wurde er zum Generalmajor (Tümgeneral) befördert und fungierte daraufhin zwischen 2000 und 2003 als Leiter der Unterabteilung Strategie- und Stärkeplanung im Generalstab, ehe er von 2003 bis 2004 in Personalunion stellvertretender Kommandierender General des III. Korps und Kommandeur der 52. Panzerdivision (52. Zırhlı Tümen) war.
Taşdeler wurde am 30. August 2004 zum Generalleutnant (Korgeneral) befördert und war anschließend zwischen 2004 und 2006 Kommandierender General des zur 3. Armee gehörenden VIII. Korps (VIII. Kolordu) in Elazığ. Danach übernahm er von 2006 bis 2007 den Posten als Kommandeur des Logistikkommandos des Heeres (Kara Kuvvetleri Lojistik Komutanlığı) sowie zwischen 2007 und 2008 als Leiter der Operationsabteilung im Generalstab, in dem er zuletzt von 2008 bis 2009 Leiter der Abteilung für allgemeine Planung und Grundsätze war.

### Aufstieg zum General und Ergenekon-Verschwörung
Am 30. August 2009 wurde Taşdeler durch Beschluss des Obersten Militärrates YAŞ (Yüksek Askeri Şura) zum General (Orgeneral) befördert. Im Anschluss übernahm er von General Hasan Aksay den Posten als Kommandant der Akademien der Streitkräfte (TSK Harp Akademileri Komutanlığı) und verblieb in dieser Funktion bis zu seiner Ablösung durch General Bilgin Balanlı am 30. August 2010. Er selbst wurde am 24. August 2010 als Nachfolger von General Hayri Kıvrıkoğlu Kommandeur der Ägäis-Armee (Ege Ordusu) in Izmir, die für Schutz des türkischen Raumes der Ägäis zuständig ist. Er verblieb auf diesem Posten bis zum 25. August 2011 und wurde dann durch General Abdullah Atay abgelöst. 
Daraufhin wurde Taşdeler Kommandeur des Kommandos für Ausbildung und Lehre EDOK (Eğitim ve Doktrin Komutanlığı) in Ankara, zu dem die 15. Infanterie-Ausbildungsdivision in Köseköy, die Sanitätsschule (Sahra Sıhhiye Okulu) sowie die Kuleli-Kadettenanstalt (Kuleli Askerî Lisesi) gehören. 2012 wurde er selbst Mitglied des Obersten Militärrates YAŞ und Anfang August 2013 in den Ruhestand versetzt.
Im Zuge der mutmaßlichen Ergenekon-Verschwörung wurde Taşdeler am 5. August 2013 vom 13. Hohen Strafgerichtshof (13. Ağır Ceza Mahkemesi) in Istanbul zusammen mit den ehemaligen Generälen İlker Başbuğ, Hasan Iğsız und Hurşit Tolon zu lebenslänglicher Haft verurteilt. Nach der Aufhebung der Urteile durch das Verfassungsgericht der Republik Türkei am 10. März 2014 wurde er aus der Haft entlassen.
Taşdeler ist mit Süeda Taşdeler verheiratet und Vater eines Kindes.

## Weblink
- Eintrag in Kim Kimdir? (Seitenaufruf am 24. Juni 2016)

| Personendaten    | Personendaten                                 |
| ---------------- | --------------------------------------------- |
| NAME             | Taşdeler, Nusret                              |
| ALTERNATIVNAMEN  | Taşdeler, Hüseyin Nusret (vollständiger Name) |
| KURZBESCHREIBUNG | türkischer General                            |
| GEBURTSDATUM     | 3. Oktober 1951                               |
| GEBURTSORT       | Samsun                                        |